# RISC OS
Il RISC OS (Reduced Instruction Set Computing Operating System) è un sistema operativo sviluppato originariamente da Acorn Computers per la sua linea di computer Acorn Archimedes basati sulla nuova architettura ARM.

## Caratteristiche
Il sistema operativo è a utente singolo e supporta il multitasking di tipo cooperativo, mentre molti dei sistemi operativi moderni sono di tipo multitasking con prelazione. Il sistema difetta anche dei meccanismi di protezione della memoria.
Il nocciolo del sistema operativo risiede in una memoria ROM, cosa che rende i tempi di avvio estremamente rapidi. Le versioni 4 e 5 risiedono in una memoria Flash che può essere aggiornata senza bisogno di sostituire fisicamente i chip. Il kernel del RISC OS è di tipo modulare. 

## Versioni
Il RISC OS fu distribuito inizialmente nel 1987 come Arthur 1.20. La versione successiva, chiamata Arthur 2, divenne RISC OS 2 e fu distribuita nel 1989. Il RISC OS 3 fu distribuito nel 1991. Nel 1996 il RISC OS era stato installato su 500.000 sistemi.
Acorn subì un riassetto nel 1998 ed alcune sue divisioni furono vendute. Acorn cessò lo sviluppo del sistema nel gennaio del 1999, quando Acorn divenne Element 14 ed abbandonò il settore dei computer. Castle Technology acquisì i diritti da Acorn per distribuire sistemi ARM basati sul RISC nel 1998, ma senza acquistarne i diritti. A marzo del 1999 RISCOS Ltd. acquisì i sorgenti e dei diritti del RISC OS da Element 14.. Pace Technology, specializzata in sistemi DTV, utilizzava già il sistema NCOS di Acorn sui propri dispositivi e successivamente acquisì da Element 14 i diritti del RISC OS.
RISCOS Ltd continuò lo sviluppo distribuendo prima RISC OS 3.8 e poi, nel mese di luglio del 1999, del RISC OS 4. Element 14 usò il RISC OS come base del NCOS, un'interfaccia grafica adottata nei propri set-top box. Nel 2000 Element 14 vendette i diritti a Pace Micro Technology.
Nel maggio del 2001 RISCOS Ltd lanciò il programma di aggiornamento RISC OS Select: la  ROM contenente il codice di avvio (bootloader) restava immutata mentre l'immagine del sistema era aggiornabile scaricando direttamente da internet la nuova versione. La prima versione, denominata Select 1, fu distribuita nel mese di maggio del 2002 mentre a novembre di quell'anno fu resa disponibile la Select 2. L'ultima versione, la Select 3, fu distribuita nel mese di giugno del 2004: nello stesso mese, fu distribuito il RISC OS 4.39, denominato RISC OS Adjust: esso integrava tutti gli aggiornamenti distribuiti nel programma Select, ed era distribuito come una ROM da sostituire a quella originale dei computer Risc PC e A7000.
Alla fine del 2002 Castle Technology produsse l'Iyonix PC, un clone dei computer Acorn, offerto con una variante a 32 bit del RISC OS denominato RISC OS 5. Questo sistema derivava dal precedente NCOS di Pace Technology. L'anno seguente Castle Technology annunciò l'acquisizione dei diritti del RISC OS da Pace Technology e poi, nel 2006, l'avvio dell'apertura dei sorgenti del RISC OS, operazione gestita insieme a RISC OS Open Limited, fondata nel 2007, che ha distribuito una versione open del RISC OS 5. Nel 2009 RISC OS 5 è stato modificato per girare sulla scheda di prototipazione BeagleBoard, basata su un processore ARM Cortex-A8 mentre nel 2011 ne furono distribuite delle versioni capaci di funzionare sulle schede di prototipazione PandaBoard e Raspberry Pi, entrambe basate su SoC con core ARM. La versione per Raspberry Pi è stata poi resa disponibile in forma gratuita a tutti gli utenti della scheda.